# Марсель (округ)
Марсель (фр. Marseille) — округ (фр. Arrondissement) во Франции, один из округов в регионе Прованс-Альпы-Лазурный берег. Департамент округа — Буш-дю-Рон. Супрефектура — Марсель.
Население округа на 2006 год составляло 1 029 736 человек. Плотность населения составляет 1532 чел./км². Площадь округа составляет всего 672 км².